# Sankt Anna am Lavantegg
Sankt Anna am Lavantegg è una frazione di 388 abitanti del comune austriaco di Obdach, nel distretto di Murtal, in Stiria. Già comune autonomo, il 1º gennaio 2015 è stato aggregato a Obdach assieme agli altri comuni soppressi di Amering e Sankt Wolfgang-Kienberg.